# Walter Brennan
Walter Andrew Brennan (Lynn, Massachusetts, 25 de julio de 1894-Oxnard, California, 21 de septiembre de 1974) fue un actor estadounidense, conocido por ser uno de los tres únicos hombres (junto con Jack Nicholson y Daniel Day-Lewis) ganadores de tres Óscar a la mejor interpretación.

## Biografía
Brennan nació en Lynn (Massachusetts). Fue el segundo de los tres hijos de una familia de inmigrantes irlandeses. Estudió ingeniería en la Escuela Secundaria Técnica Rindge en Cambridge, Massachusetts. Después de permanecer en el frente en Europa durante la Primera Guerra Mundial, en 1923 obtiene su primer papel como extra. Durante la década de los años 20 hizo fortuna en el sector inmobiliario pero perdió la mayoría de sus ahorros debido a la Gran Depresión.
Ya en la década de 1930 le llegan sus primeros papeles importantes que lo llevarían a pertenecer a los inmortales del cine. Con frecuencia sus papeles suponían la interpretación de personajes de mayor edad ya que debido a un accidente en 1932 perdió la mayoría de los dientes (por eso llevaba dentadura postiza como puede apreciarse en Río Bravo), así como la pérdida del cabello y su delgadez invitaban a pensar que era mayor de lo que realmente era. Sus premios Óscar los recibió por las películas Rivales (1936) dirigida por Howard Hawks y William Wyler; Kentucky (1938) dirigida por David Butler y The Westerner (1940) dirigida por William Wyler. Estos tres premios le convirtieron en el primer actor en ganar tres premios de la Academia. Estuvo nominado en otra ocasión, por El sargento York (1942). Además la carrera de Walter Brennan no llegó a declinar en ningún momento y lo que es más, en los años 50 y 60 participó en la televisión. Su aportación al cine y a la televisión supone más de 240 papeles a lo largo de casi cinco décadas.
Fue el eterno compañero del héroe, un papel que le permitió aparecer junto a, entre otros, Spencer Tracy, Gary Cooper, John Wayne o Humphrey Bogart. Se casó con la actriz Ruth Wells (1897-1997), matrimonio que duraría hasta el fin de sus días, tuvieron tres hijos, una niña (Ruth Brennan) y dos niños (Andrew y Arthur Brennan). Los críticos de cine consideran que su gran actuación fue en la película Río Bravo (1959) de Howard Hawks, donde interpretó a un viejo tullido compañero de John Wayne y Dean Martin.

## Muerte
Walter Brennan pasó sus últimos años en su rancho en Moorpark, en el condado de Ventura, California. Murió de enfisema el 21 de septiembre de 1974, a la edad de 80 años, en Oxnard, California. Sus restos fueron enterrados en el Cementerio de la Misión de San Fernando en Los Ángeles.

## Reconocimientos
Por su contribución a la industria de la televisión, Walter Brennan tiene una estrella en el Paseo de la fama en el 6501 de Hollywood Boulevard.En 1970 ingresó en el Salón de los Grandes Intérpretes del Western del Museo Nacional del Cowboy y el Patrimonio del Oeste de Oklahoma City, donde su fotografía ocupa un lugar destacado.

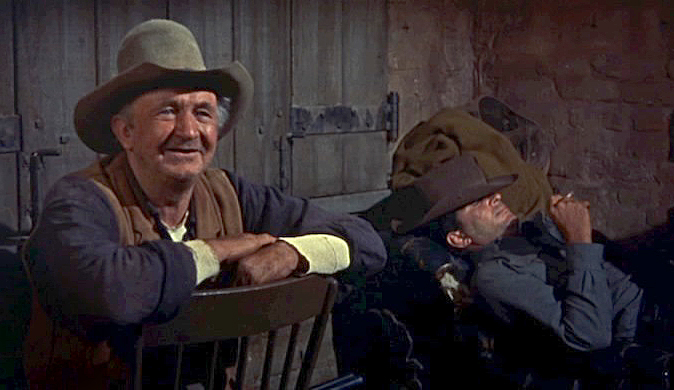
Brennan (izq.) junto a Dean Martin (der.) en Río Bravo (1958).

## Filmografía
| Año  | Título                                   | Director                                                    |
| ---- | ---------------------------------------- | ----------------------------------------------------------- |
| 1928 | La horda                                 | Lewis Milestone                                             |
| 1933 | El hombre invisible                      | James Whale                                                 |
| 1935 | La ciudad sin ley                        | Howard Hawks                                                |
| 1936 | Fury                                     | Fritz Lang                                                  |
| 1936 | Tres desalmados                          | Richard Boleslawski                                         |
| 1936 | Banjo on my Knee                         | John Cromwell                                               |
| 1936 | Rivales                                  | Howard Hawks y William Wyler                                |
| 1938 | Corsarios en Florida                     | Cecil B. DeMille                                            |
| 1938 | El vaquero y la dama                     | H. C. Potter                                                |
| 1938 | Dos hermanas rebeldes                    | Rowland V. Lee                                              |
| 1938 | Kentucky                                 | David Butler                                                |
| 1938 | The Texan                                | James P. Hogan                                              |
| 1938 | Las aventuras de Tom Sawyer              | Norman Taurog                                               |
| 1939 | Rapsodia de juventud                     | Archie Mayo                                                 |
| 1939 | El explorador perdido                    | Henry King y Otto Brower                                    |
| 1939 | Joe and Ethel Turp Call on the President | Robert B. Sinclair                                          |
| 1939 | La historia de Irene Castle              | H. C. Potter                                                |
| 1940 | The Westerner                            | William Wyler                                               |
| 1940 | Paso al noroeste                         | King Vidor                                                  |
| 1941 | Meet John Doe                            | Frank Capra                                                 |
| 1941 | Aguas pantanosas                         | Jean Renoir                                                 |
| 1941 | Mujercitas                               | William A. Seiter                                           |
| 1941 | El sargento York                         | Howard Hawks                                                |
| 1941 | El rey de los mares                      | Frank Lloyd                                                 |
| 1941 | El orgullo de los Yanquis                | Sam Wood                                                    |
| 1942 | Stand by for Action                      | Robert Z. Leonard                                           |
| 1943 | La estrella del norte                    | Lewis Milestone                                             |
| 1943 | Los verdugos también mueren              | Fritz Lang                                                  |
| 1944 | La princesa y el pirata                  | David Butler                                                |
| 1944 | Home in Indiana                          | Henry Hathaway                                              |
| 1944 | Tener y no tener                         | Howard Hawks                                                |
| 1945 | Dakota (Incidente en Dakota)             | Joseph Kane                                                 |
| 1946 | Centennial Summer                        | Otto Preminger                                              |
| 1946 | Pasión de los fuertes                    | John Ford                                                   |
| 1946 | Una vida robada                          | Curtis Bernhardt                                            |
| 1947 | Driftwood                                | Allan Dwan                                                  |
| 1948 | Scudda Hoo! Scudda Hay!                  | F. Hugh Herbert                                             |
| 1948 | Sangre en la luna                        | Robert Wise                                                 |
| 1948 | Río Rojo                                 | Howard Hawks                                                |
| 1949 | La promesa verde                         | William D. Russell                                          |
| 1949 | Puente de mando                          | Delmer Daves                                                |
| 1950 | Singing Guns                             | R. G. Springsteen                                           |
| 1950 | A Ticket to Tomahawk                     | Richard Sale                                                |
| 1951 | Tormenta en el Pacífico                  | Allan Dwan                                                  |
| 1951 | El mejor de los malvados                 | William D. Russell                                          |
| 1951 | Camino de la horca                       | Raoul Walsh                                                 |
| 1952 | Un grito en el pantano                   | Jean Negulesco                                              |
| 1954 | Entre el valor y el dinero               | Richard Carlson                                             |
| 1954 | Tambores fraternos                       | Nathan Juran                                                |
| 1954 | Tierras lejanas                          | Anthony Mann                                                |
| 1955 | Conspiración de silencio                 | John Sturges                                                |
| 1955 | Así mueren los valientes                 | Alfred L. Werker                                            |
| 1956 | El niño y el perro                       | William A. Wellman                                          |
| 1956 | Tierra de violencia                      | Robert D. Webb                                              |
| 1957 | Tammy, la muchacha valiente              | Joseph Pevney                                               |
| 1959 | Río Bravo                                | Howard Hawks                                                |
| 1962 | La conquista del Oeste                   | Henry Hathaway, George Marshall, John Ford y Richard Thorpe |
| 1966 | El Óscar                                 | Russell Rouse                                               |
| 1967 | Rififí a la americana                    | Howard Morris                                               |
| 1967 | El abuelo está loco                      | Robert Stevenson                                            |
| 1968 | También un sheriff necesita ayuda        | Burt Kennedy                                                |
| 1969 | Una banda invencible (TV)                | Jean Yarbrough                                              |
| 1970 | El regreso de la banda invencible (TV)   | George McCowan                                              |

## Premios y distinciones
Premios Óscar
| Año  | Categoría              | Película      | Resultado |
| ---- | ---------------------- | ------------- | --------- |
| 1937 | Mejor Actor de Reparto | Rivales       | Ganador   |
| 1939 | Mejor Actor de Reparto | Kentucky      | Ganador   |
| 1941 | Mejor Actor de Reparto | The Westerner | Ganador   |
| 1942 | Mejor Actor de Reparto | Sargento York | Candidato |

Ganador del premio Horatio Alger. 1966.